# Flavobacterium

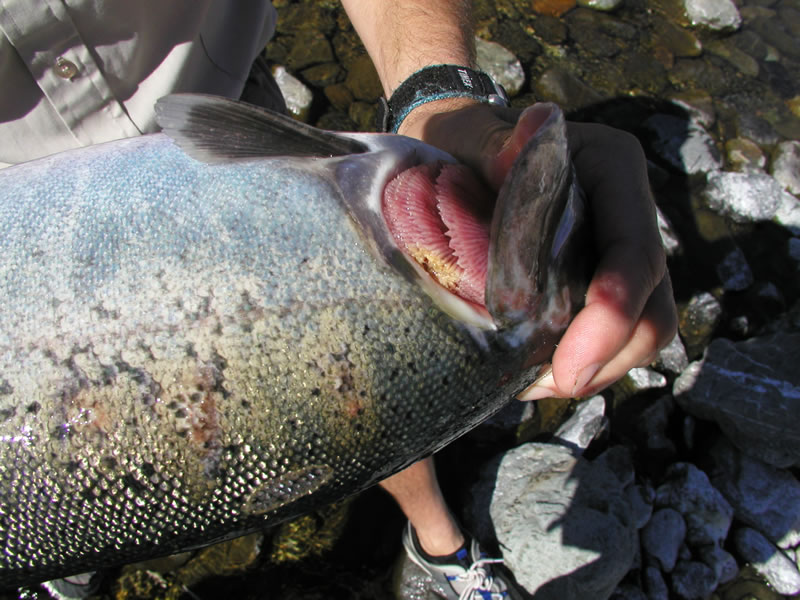
Kiemeninfektion beim Königslachs durch Flavobacterium columnare

Flavobacterium ist eine Gattung von Bakterien.

## Merkmale
Die Bakterien-Gattung Flavobacterium umfasst gramnegative, aerob-mikroaerophile Stäbchen von 4–8 μm Länge. Sie enthält einige fischpathogene Arten, die früher den Gattungen Cytophaga und Flexibacter zugerechnet wurden. Die Kolonien sind gelb bis rotorange pigmentiert, daher der Name (lateinisch flavus ‚gelb‘). Flagellen sind nicht vorhanden. Allerdings können sich einige Arten "gleitend" fortbewegen (gliding motility). Ihr Indol-Test ist normalerweise positiv. Viele Arten der Gattung Flavobacterium weisen einen hohen bis überwiegenden Anteil an verzweigten Fettsäureketten in ihren Membranlipiden auf. Flavobacterium kann Sphaeroplasten bilden. Hierbei verliert es einen Großteil der Mureinschicht der Zellwand, bleibt aber lebensfähig.

## Stoffwechsel
Alle Arten von Flavobacterium sind chemoorganoheterotroph. Die Mehrheit ist strikt aerob und der Stoffwechselweg ist die Atmung. Einige Arten, wie Flavobacterium hydatis, F. johnsoniae und F. succinicans, können auch anaerob, also unter Sauerstoffausschluss, wachsen.
Viele Arten können zusätzlich zur Atmung auch Nitrat zu Nitrit reduzieren, z. B. F. johnsoniae und F. columnare. Flavobacterium denitrificans reduziert Nitrat komplett zu molekularem Stickstoff (N2). Es wurde aus einem Darm eines Regenwurms isoliert. Neben N2 wird hierbei auch Distickstoffmonoxid (Lachgas, N2O), ein Treibhausgas freigesetzt.
Viele Arten sind proteolytisch und zersetzen Proteine. Sie können somit Verfärbungen und Fäulnis bei verschiedenen Lebensmitteln hervorrufen. Hierzu zählen z. B. Eier, Milch, Geflügel und Fische.

## Arten
Es folgt eine Auswahl von Arten:
- Flavobacterium antarcticum
- Flavobacterium aquatile
- Flavobacterium bomense
- Flavobacterium branchiophilum → verursacht die Bakterielle Kiemenkrankheit der Forellen
- Flavobacterium columnare → verursacht die Columnariskrankheit bei Fischen
- Flavobacterium croceum
- Flavobacterium denitrificans
- Flavobacterium flevense
- Flavobacterium glaciei
- Flavobacterium humi
- Flavobacterium hydatis
- Flavobacterium johnsoniae
- Flavobacterium omnivorum
- Flavobacterium pectinovorum
- Flavobacterium psychrophilum → verursacht die Kaltwasserkrankheit der Salmoniden, die Kaltwasserkrankheit der Regenbogenforellen und die Baumwollkrankheit der Süßwasserfische
- Flavobacterium saccharophilum
- Flavobacterium succinicans
- Flavobacterium xinjiangense
- Flavobacterium xueshanense